# Северная Кадахта
Северная Кадахта — село в центральной части Карымского района Забайкальского края России. Входит в состав сельского поселения «Кадахтинское».

## География
Расположено к северу от железной дороги и села Кадахта. До районного центра, Карымского, 7 км. До Читы 95 км.

## Население
| 2021 |
| ---- |
| 12   |

Население занято обслуживанием железной дороги и работой в личных подсобных хозяйствах.

## История
Основано в 2013 году путём выделения северного массива села Кадахта в отдельный населённый пункт. На федеральном уровне соответствующее наименование селу Северная Кадахта было присвоено Распоряжением Правительства Российской Федерации от 1 марта 2016 года N 350-р.